# Barrio de Belén
Barrio de Belén, también conocida como La Venecia Amazónica o simplemente Belén, es una sección de Belén, Iquitos, en el Perú. El barrio es uno de los puntos turísticos y con gran fuerza comercial en Iquitos, y está dividida en Alto Belén y Bajo Belén. Su nombre se debe a su arquitectura convencional compuesta principalmente por palafitos y balsas hogareñas (ubicadas más allá de la orilla del río Itaya). La vida suburbana estacionalmente cambio de ritmo por la crecida y descenso del Itaya.
Dentro del mismo Iquitos, Belén tiene una personalidad muy propia, a diferencia de otros distintivos lugares de la ciudad.

## Historia

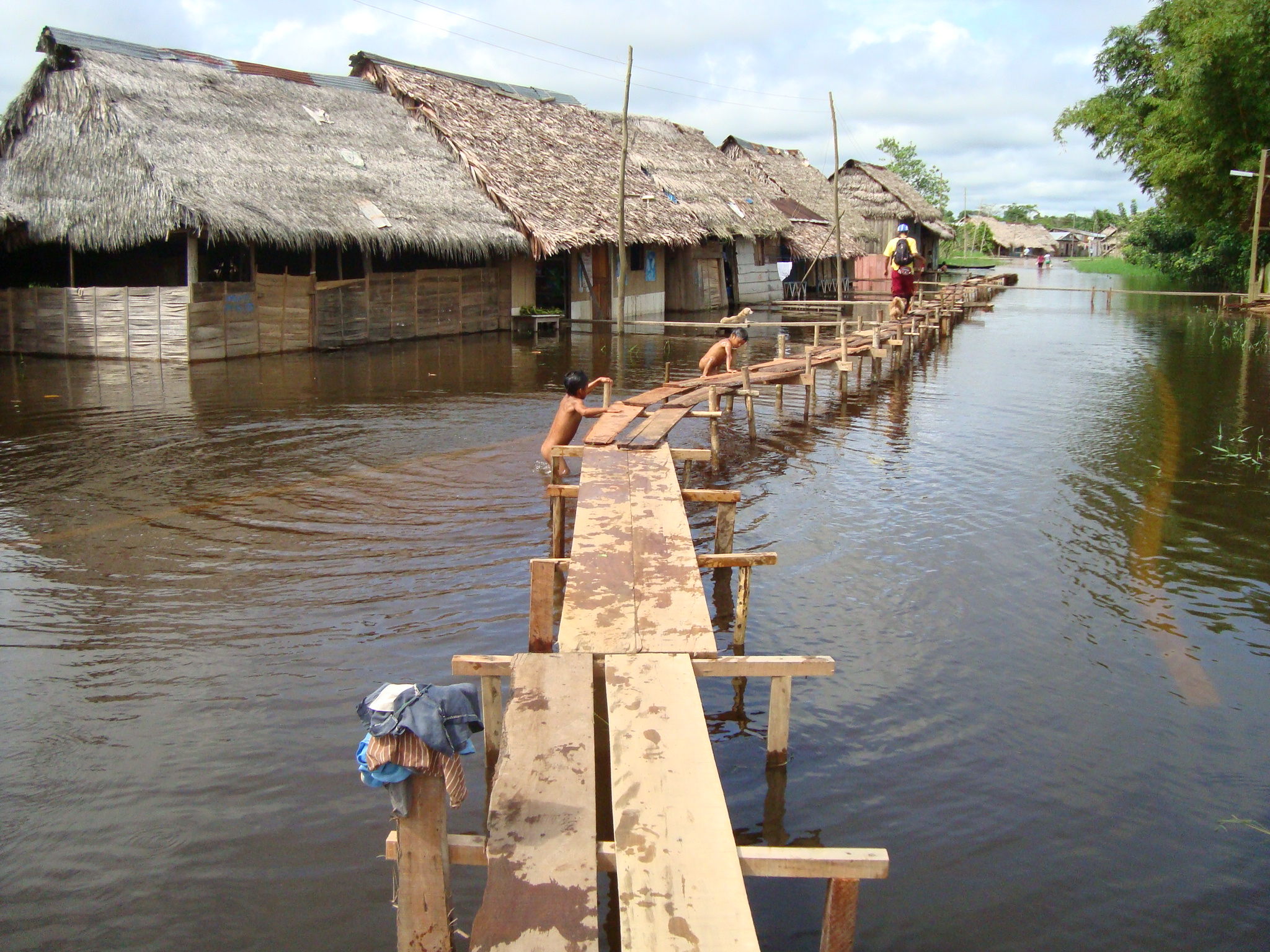
Puentes en la zona inundable de Belén Bajo, Barrio de Belén

Históricamente, el Barrio de Belén es el núcleo principal que inició su expansión de abajo hacia arriba hasta formar así mismo el actual Distrito de Belén. El barrio nació a orillas de Belén Cocha, un pequeño brazo del río Itaya que nacía y ahora es una calle llamada Itaya.
El Barrio se expandió, y fue poblando un cerro denominada la Loma de Vizcarra, y posteriormente Pijuayo Loma por la abundancia de aquella palmera.

## Cultura y turismo
El Barrio de Belén tiene un importante retazo de la cultura de Iquitos. Su fragmento cultural se considera «pintoresco», «populoso, mágico y rebelde»
El turismo en el Barrio de Belén conforma su arquitectura convencional, comida, cosmovisión, estilo de vida, comercio e hitos. Alto Belén tiene sitios turístico como la Casona del Mercado de Belén, el Pasaje Paquito, Mirador Turístico de Belén, Mirador Turístico de Cornejo Portugal, Embarcadero Puerto Santa Rosa; mientras tanto, Bajo Belén tiene como puntos turísticos a la Glorieta de Belén, la Venecia Loretana y los puertos de Belén.

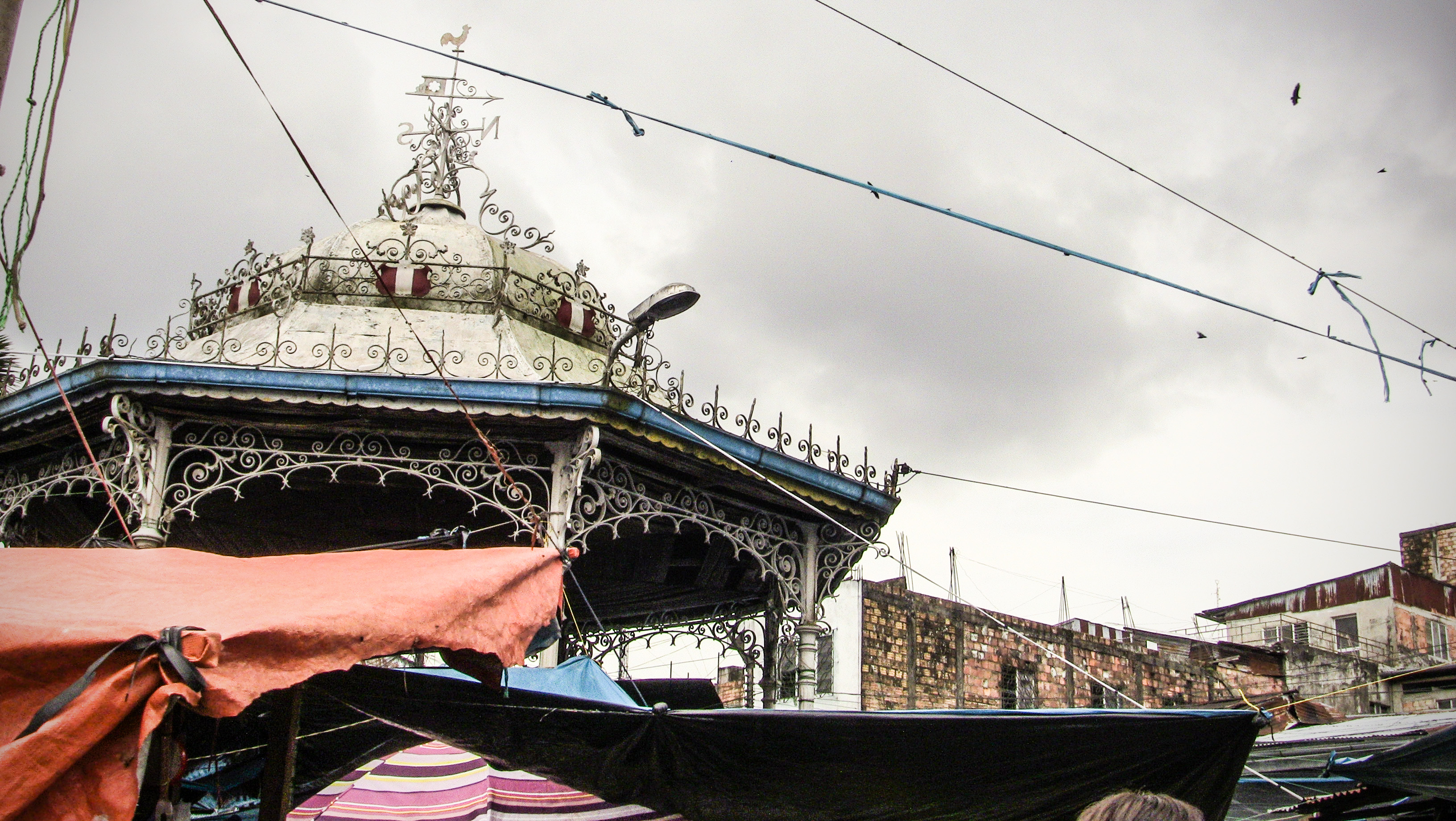
Plazuela de Belén

## Mercado

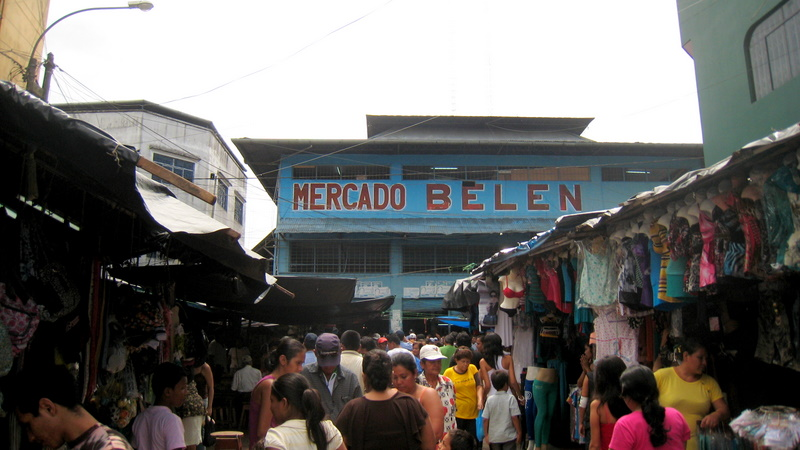
Edificio con el cartel de Mercado de Belén, en Alto Belén. El título «Mercado Belén» es considerado un símbolo notable de Iquitos.

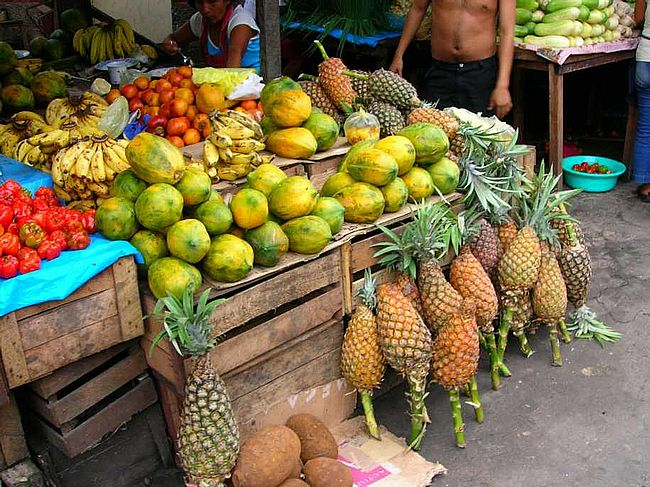
Puesto de venta en el Mercado de Belén.

El Mercado de Belén es un punto altamente importante en Iquitos y tiene un vívido movimiento comercial debido al intercambio de productos propios de la región. El mercado es el principal y ofrece una diversidad de productos que llena generalmente la «despensa amazónica». El Mercado empieza al final de la calle 9 de Diciembre, bajo la señal «Mercado Belén» enmarcada en un gran edificio azul, y se expande por varias calles con angostos corredores. 150 comunidades nativas vienen al Mercado para vender sus productos.
El Mercado está caracterizado por tener una personalidad propia y única, y se debe principalmente por su imagen memorable del mercado tradicional del pasado. Según Dames Jane Pantenon, la entrada al Mercado invoca «la sensación de entrar en la boquilla de una aspiradora», y conforman de vendedores con un estilo muy informal y rítmico para llamar a los compradores.
Escribiendo para La Mula, Ignacio Medina cita sobre el impacto cultural del Mercado de Belén:

El Mercado de Belén es el espectáculo total. El recuerdo de cómo fue la cocina del pasado y, al mismo tiempo, la muestra de los productos que están llamados a definir las cocinas del futuro. Debería estar protegida por una ley universal. Debería estar a salvo de los transgénicos. [...]»
— Ignacio Medina

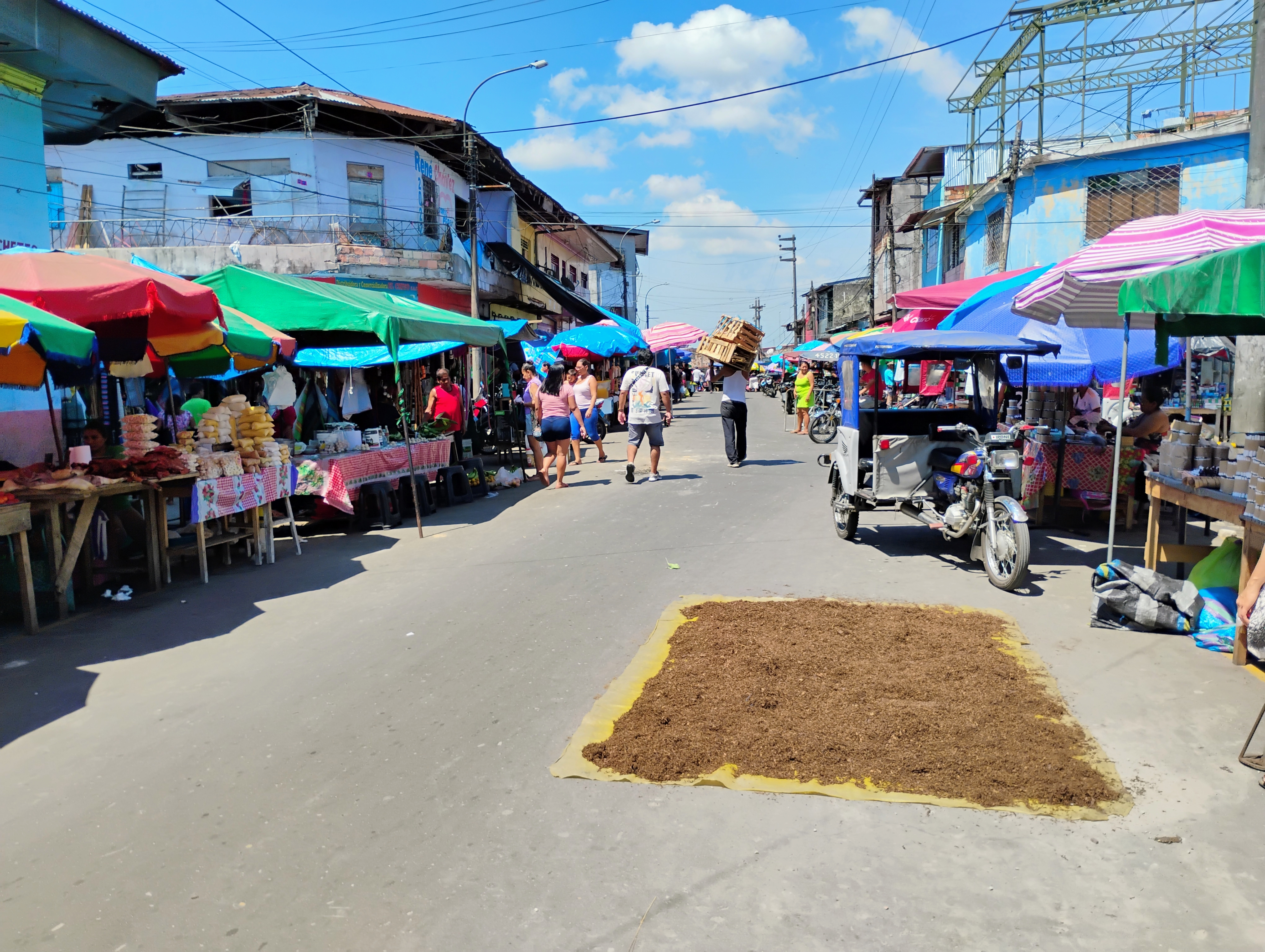
Tabaco secándose al sol en la calle 16 de Julio

El Mercado de Belén tiene un enorme despensa muy diversificada, con un total de 390 inventariados, de los cuales 231 son vegetales, 157 de origen animal y 2 de origen mineral. El 84% son producidos en la zona, y el 16% provienen de la costa y San Martín. Entre los productos de origen animal destacan los animales silvestres con 60 especies y los peces con 56 especies. El 77% (179) de los productos de origen vegetal que se encuentra en el mercado son cultivados, recolectados y/o procesados localmente.
A continuación se muestra una lista de productos vendidos en el Mercado de Belén. Cada categoría tiene un número de especies en paréntesis, y las especies foráneas están cursiva: